# İlyas Şükrüoğlu
İlyas Şükrüoğlu (ur. w 1966 w Kyrdżali) – turecki zapaśnik w stylu wolnym. Olimpijczyk z Seulu 1988, gdzie zajął szóste miejsce w kategorii 48 kg.
Czwarty w mistrzostwach świata w 1989 i 1993. Zdobył srebrny medal w mistrzostwach Europy w 1989 i 1993. Złoty medal na igrzyskach śródziemnomorskich w 1991. Piąty w Pucharze Świata w 1990 roku.